# Тамаш Такач (плавець)
Тамаш Такач (угор. Tamás Takács, 10 жовтня 1998) — угорський плавець.
Учасник Олімпійських Ігор 2020 року, де в естафеті 4x100 метрів комплексом його збірна посіла 13-те місце і не потрапила до фіналу.